# Victoria Esson
Victoria Esson, née le 6 mars 1991 à Christchurch, est une footballeuse internationale néo-zélandaise. Elle évolue au poste de gardienne de but pour les Rangers.

## Biographie

### Carrière internationale
Après avoir joué avec l'équipe des U-17 (3 sélections), elle a été appelée dans le groupe des U-20 sans toutefois jouer.
Elle a obtenu sa première sélection lors d'un match contre la Thaïlande (victoire 5-0) où elle est entrée à la 80e minute.